# Hlîbokîi Rih, Snovsk
Hlîbokîi Rih (în ucraineană Глибокий Ріг) este un sat în comuna Sofiivka din raionul Snovsk, regiunea Cernihiv, Ucraina.

## Demografie
Componența lingvistică a localității Hlîbokîi Rih
     Ucraineană (100%)
Conform recensământului din 2001, toată populația localității Hlîbokîi Rih era vorbitoare de ucraineană (100%).